# Monopole du pharmacien
En  France, le monopole du pharmacien est défini par le code de la santé publique (livre II, titre Ier)   et a pour objectif la primauté des intérêts de la santé publique (sauvegarde des malades) sur la rentabilité.
Pour le pharmacien, il s'agit d'un contrat passé entre lui et l'État, justifié par des compétences reconnues (diplôme).
L'intérêt économique est un avantage certain du monopole, en contrepartie le pharmacien s'engage à respecter une réglementation : exercice personnel, propriété de l'officine, embauche obligatoire d'assistants en fonction d'une tranche de chiffre d'affaires afin d'assurer un encadrement suffisant pour la délivrance de produits de santé.
Tout produit inclus dans le monopole doit répondre à 3 conditions : 
- Exclusivité de la vente et de la fabrication par des entreprises pharmaceutiques,
- Respect de la réglementation pharmaceutique du code de la santé publique,
- Sa vente met en jeu la responsabilité (pénale, civile et disciplinaire) du pharmacien.
- Obligation d'un contrôle systématique lot par lot pour les produits finis et les matières premières.

Il existe quelques dérogations au monopole du pharmacien définies par le code de la santé publique, par exemple certaines plantes n'appartenant pas au monopole mais inscrites à la pharmacopée peuvent être vendues par un non-pharmacien.

## Les médicaments soumis au monopole
- Médicaments destinés à l'usage de la médecine humaine
- Objets et pansement, articles conformes à la pharmacopée, insecticides et acaricides
- Plantes médicinales de la Pharmacopée
- Huiles essentielles
- Aliments lactés pour nourrissons (<4 mois) dont les protéines sont hydrolysées
- Aliment de régime pour nourrissons (> 4 mois ) atteints de troubles métaboliques ou nutritionnels
- Dispositifs de diagnostic in vitro